# Silbenwort
Ein Silbenwort, auch Silbenkurzwort, ist die Abkürzung des Bestimmungs- und des Grundwortes einer Wortzusammensetzung (Kompositum), oder einer Wortgruppe, zu einem neuen Lexem. Ein Beispiel ist: „Kriminalpolizei“ – Kompositum, „Kriminal‑“ – Bestimmungswort, „‑polizei“ – Grundwort, „Kripo“ – Silbenkurzwort.
Silbenwörter gehören zu den Kurzwörtern (und nach Helmut Glück hier zu den Akronymen).
Für das Silbenwort müssen nicht unbedingt ganze Silben des Ursprungswortes verwendet werden, auch gekürzte Silben sind möglich. Beispiel: Beim Trafo für „Transformator“ werden nur die ersten drei Buchstaben der ersten Silbe „Trans‑“ verwendet.

## Beispiele
| Silben(kurz)wort | Vollform/Kompositum mit Silbentrennung                              | laut Fachliteratur                                 |
| ---------------- | ------------------------------------------------------------------- | -------------------------------------------------- |
| Juso             | Jung\|so\|zia\|list                                                 | [ 3 ]                                              |
| Kita             | Kin\|der\|ta\|ges\|stät\|te bzw. Kin\|der\|ta\|ges\|ein\|rich\|tung | [ 4 ] [ 5 ]                                        |
| Kripo            | Kri\|mi\|nal\|po\|li\|zei                                           | [ 4 ] [ 3 ]                                        |
| Schiri           | Schieds\|rich\|ter                                                  | [ 4 ]                                              |
| Stabi            | Staats\|bib\|lio\|thek                                              | [ 3 ]                                              |
| Trafo            | Trans\|for\|ma\|tor                                                 | (mit Hinweis auf den Sonderfall des Präfix trans-) |
| Elko             | E\|lekt\|ro\|lyt\|kon\|den\|sa\|tor                                 | [ 3 ]                                              |
| Mofa             | Mo\|to\|ri\|sier\|tes Fahr\|rad                                     |                                                    |
| Vokuhila         | Vor\|ne kurz, hin\|ten lang                                         |                                                    |

## Einordnung und Abgrenzung
Die Silben(kurz)wörter werden zu den „multisegmentalen Kurzwörtern“ gezählt. Sie unterscheiden sich insofern von den „unisegmentalen Kurzwörtern“, die nur aus dem Anfangs- oder aber dem Endsegment einer Vollform bestehen (Beispiel: Bus aus Autobus bzw. Omnibus).
Innerhalb der multisegmentalen Kurzwörter existieren – neben den Silben(kurz)wörtern:
- Initialwörter, auch Buchstabenwörter, wie beispielsweise: TÜV (Technischer Überwachungs-Verein), ADAC (Allgemeiner deutscher Automobil-Club)
- Mischkurzwörter wie beispielsweise: Azubi (Auszubildender), amades (Arbeitspapiere und Materialien zur deutschen Sprache, Titel einer Publikationsreihe)